# Музей Линденау
Музей Линденау (нем. Lindenau-Museum) — музей изобразительного и декоративно-прикладного искусства в немецком городе Альтенбург на востоке федеральной земли Тюрингия. Основу его собрания составляет коллекция Бернхарда Августа фон Линденау (1779—1854) — видного политика, учёного и ценителя искусства первой половины XIX века, в честь которого музей получил своё название.
Широкую известность музею принесла коллекция ранней итальянской станковой живописи XIII—XVI веков, насчитывающая 180 единиц хранения, и считающаяся крупнейшим такого рода собранием за пределами Италии. Не менее замечательна гипсотека — собрание гипсовых слепков известнейших произведений искусства Древнего мира, эпохи Возрождения и XIX века. После Второй мировой войны музейная коллекция была дополнена произведениями европейской живописи XVI—XIX веков и немецкой пластики XIX—XX веков. Кроме того, внимания достойно собрание графики 1920-х годов, насчитывающее около 50 000 листов, и крупнейшее собрание работ Герхарда Альтенбурга (нем. Gerhard Altenbourg, 1926—1989).
Здание музея в необарочном стиле было построено Юлиусом Робертом Энгером (нем. Julius Robert Enger) — одним из учеников Готфрида Земпера в 1876 году.
С января 2020 года музей закрыт в связи с началом работ по комплексной реконструкции здания; часть экспозиции временно размещена по адресу Kunstgasse 1.